# タマゴテングタケ
タマゴテングタケ（卵天狗茸、学名: Amanita phalloides）はハラタケ目テングタケ科テングタケ属の中型から大型のキノコ（菌類）。致命的な毒キノコの一つとして世界的に知られる。

## 形態
子実体はハラタケ型（agaricoid）で中型からやや大型で、傘の直径は5 - 15センチメートル (cm) 程度。テングタケ属に特徴的な schizohymenial development（和名未定）という発生様式を採り、卵状の構造物内に子実体が形成され、成長と共にこれを破って出てくる。この発生様式の名残で根元には明瞭なツボを持つ。また、典型的な個体では柄の中ほどにはツバを持つ。
典型的な個体では傘は緑が混じる黄褐色でオリーブ色などと称されることも多い。一般に中央部ほど濃色で、縁の部分は色が薄くほとんど白くなる。ただし、傘の色は黄色味が無くほとんど茶色のものもあるほか、幼菌はかなり白い。傘にはかすり模様が出るのも特徴で、特に幼菌では顕著。傘の縁には条線は無い。ヒダは密で白色で、柄に対して離生してつく。
柄は白を基調とし、やや傘色を帯びることがあり、しばしば小鱗片からささくれ状となり、だんだら模様が現れる。幼菌のヒダは内皮膜に守られているが、子実体が成長すると柄の上部に白色で膜質のツバとして残る（脱落している可能性にも留意）。外皮膜は丈夫なもので、子実体が成長後にはしっかりとした白色のツボとして柄の基部に残る。肉は白色で傷つけただけでは変色性は無い。胞子紋は白色。胞子はヨウ素水溶液を垂らすと青変する（アミロイド性）。
ひだに濃硫酸をたらすと淡紅紫色に変色するという、他のキノコには見られない特徴があり、このキノコの判別に用いられる。

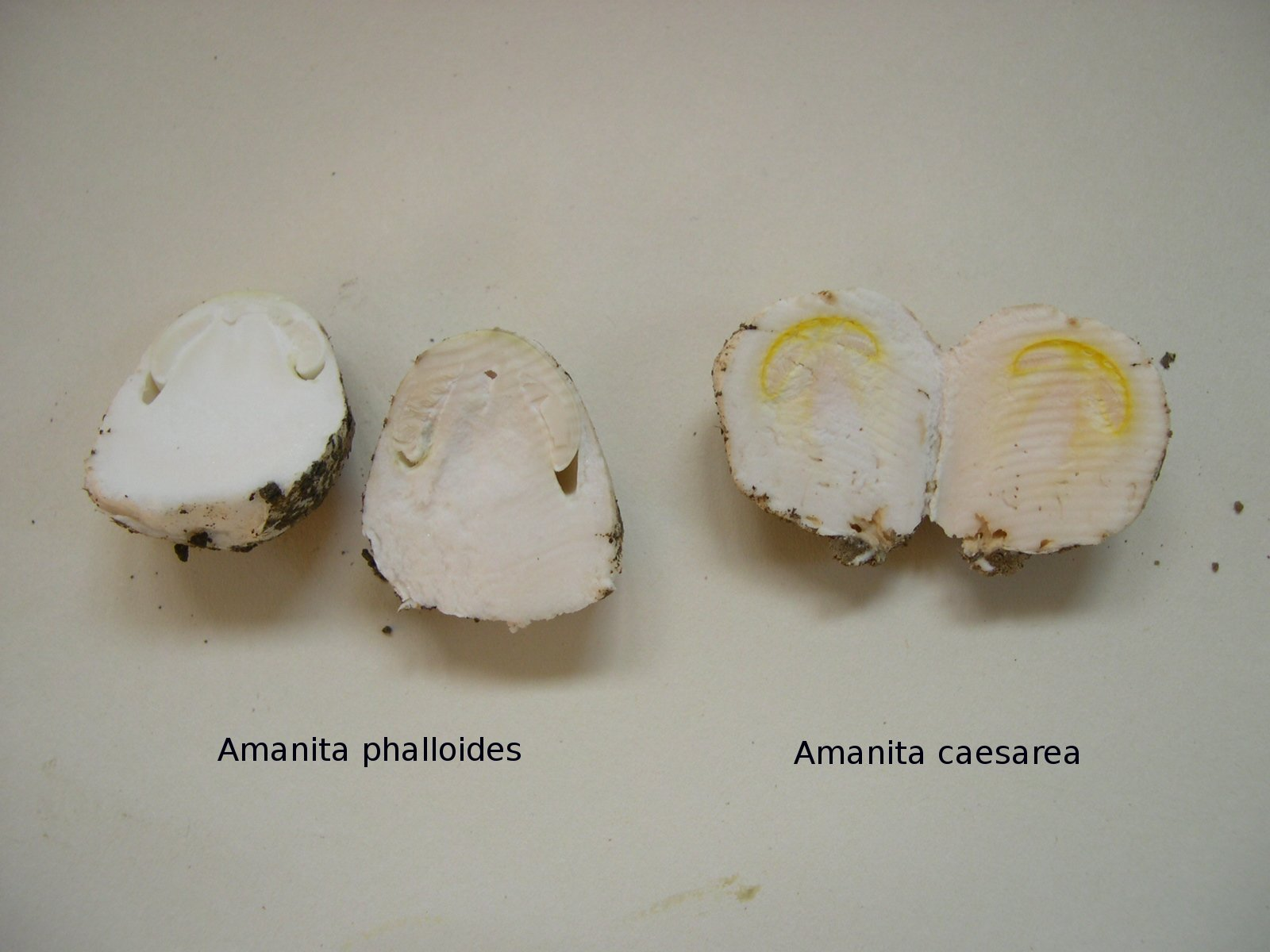
卵状の構造物の断面図で既に子実体が形成されている
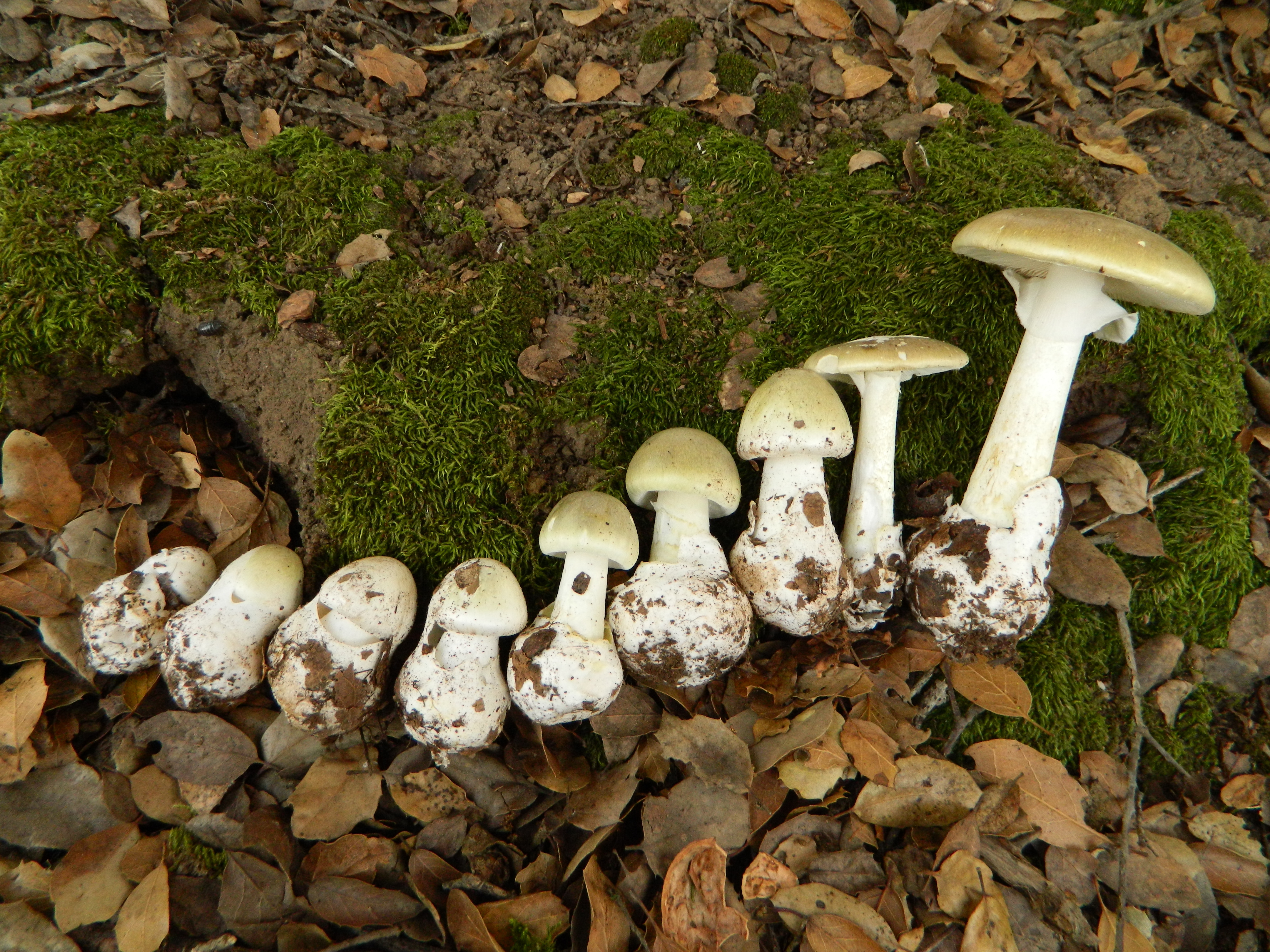
子実体の成長過程
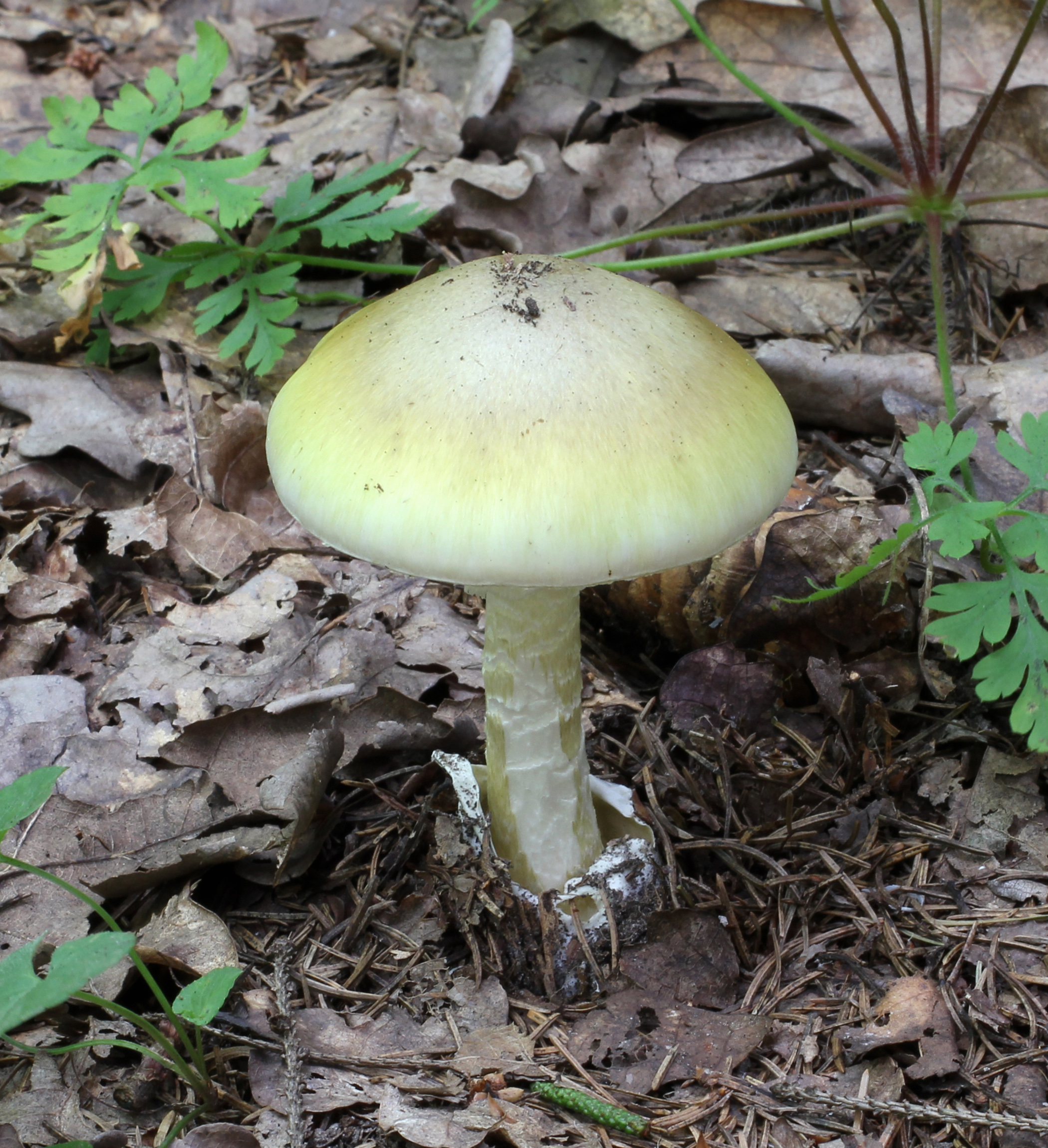
真ん中の方が色が濃く縁は淡色。条線は無い。かすり模様が出ている。
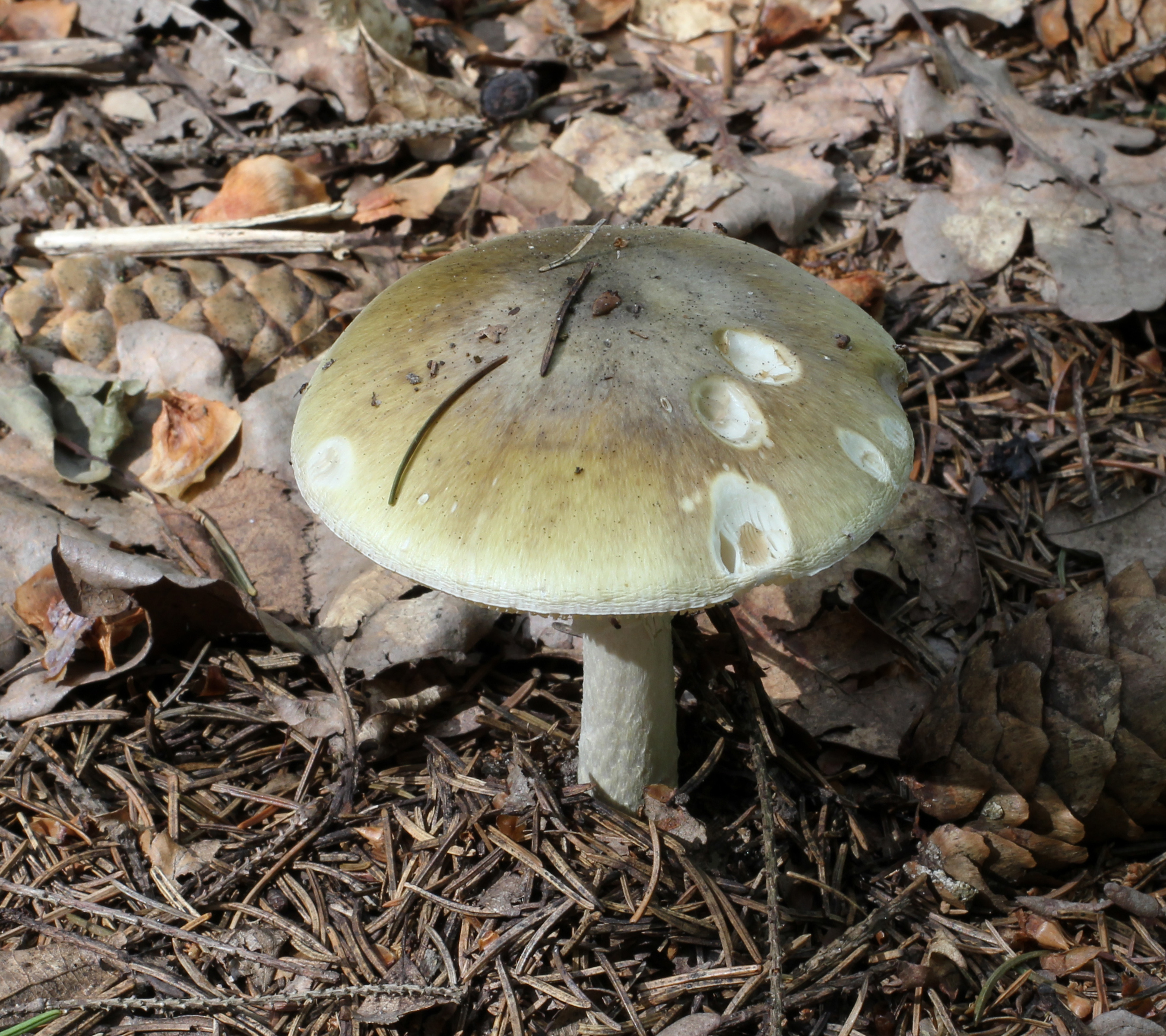
濃色型
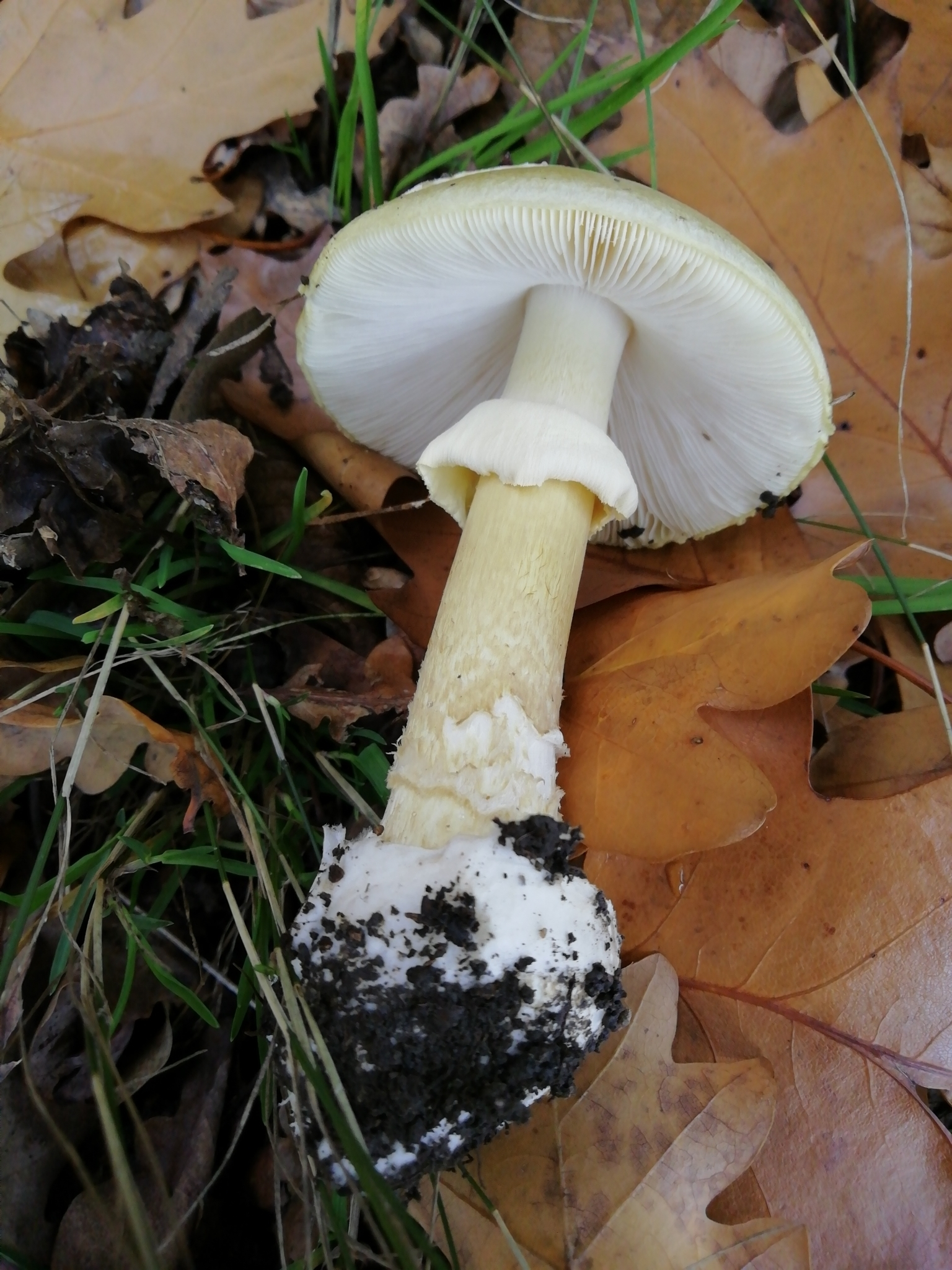
ひだは白色、ツボ、ツバあり。
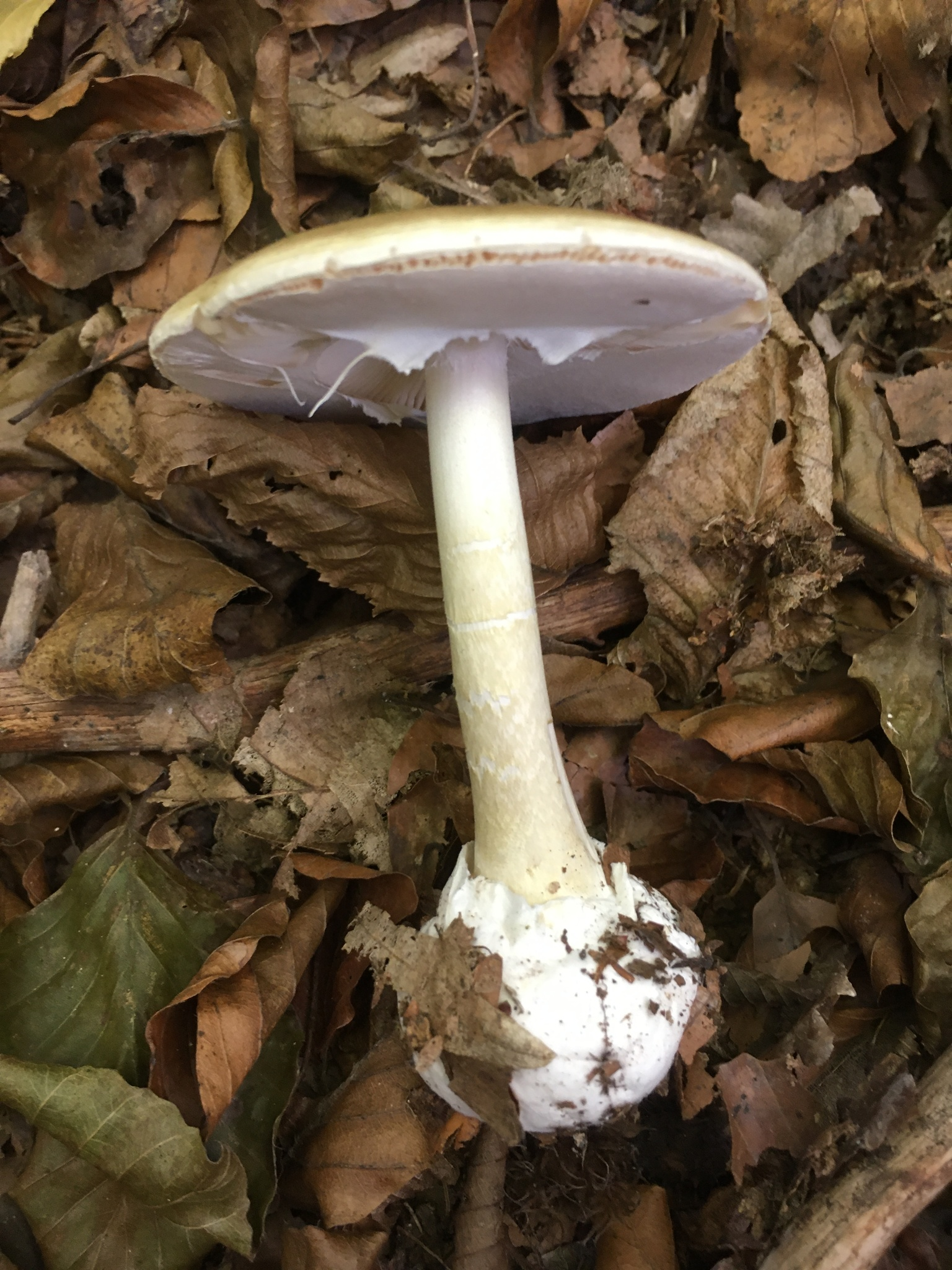
ひだを守る内皮膜が剥がれておらずツバが無いように見える個体
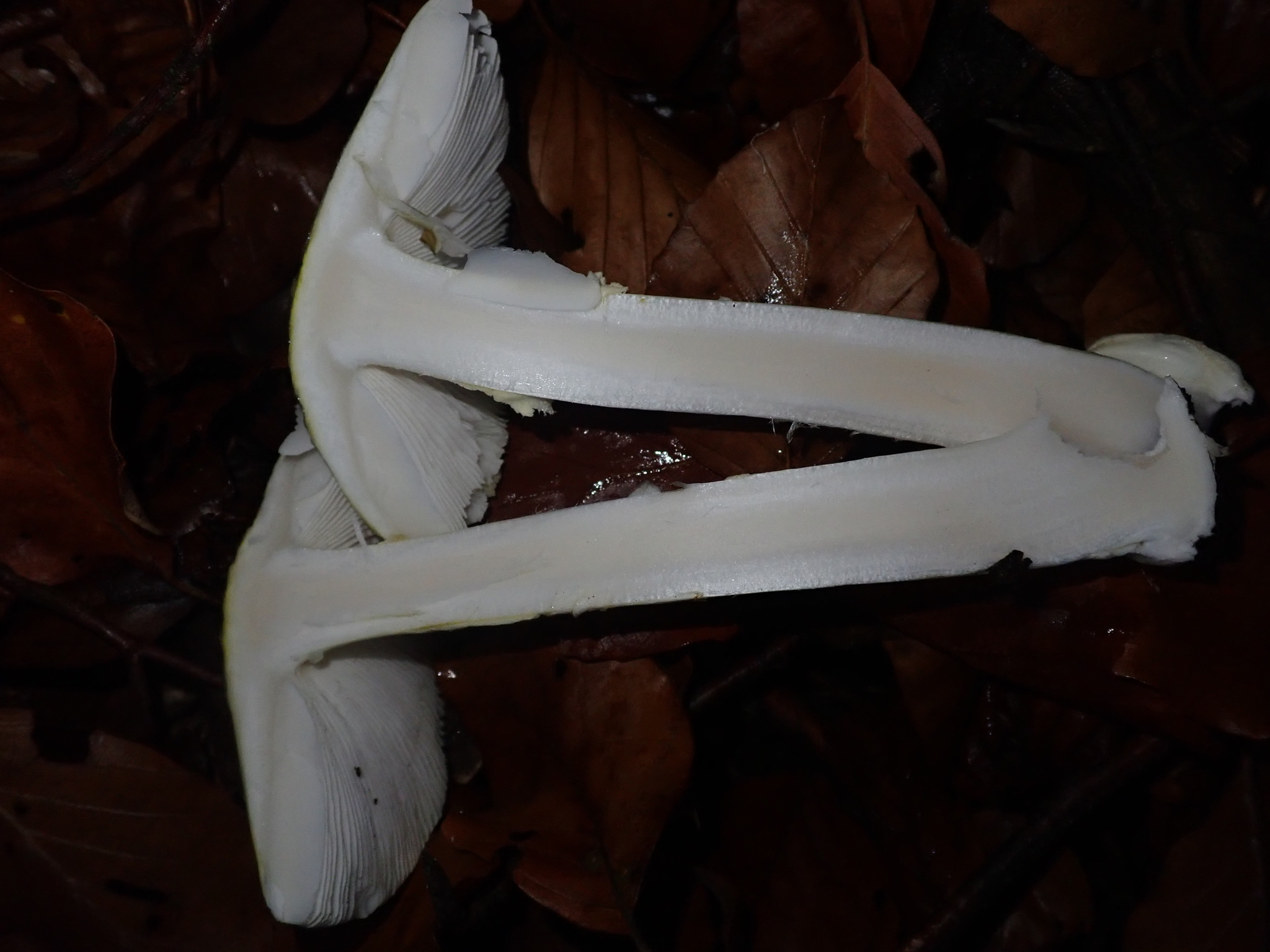
柄の断面図。ひだは柄に対し離生し白色。柄は中空

## 生態
子実体は夏から秋にかけて、ブナやナラなどブナ科広葉樹木林の林床に発生する。ときに針葉樹林の地上に発生する。他のテングタケ科のキノコ同様に樹木の根との間に外生菌根を形成し、栄養や抗生物質のやり取りなどを行う共生関係にあると考えられている。

### 分布
ヨーロッパに広く分布し、ロシア西部から北はスカンジナビア半島、南は地中海沿岸地域にまで見られる。グレートブリテン島やアイルランド島など大陸周辺の島にも分布する。アメリカ、オーストラリア、ニュージーランドなどでも見られるが、これは宿主樹木と共に持ち込まれた外来種だと見られている。アメリカでは北東部および西海岸に定着している。特に西海岸の個体群は大繁殖しており、在来菌類を圧倒している場所もあることから生態系への影響が懸念されている。
日本では北日本で稀に見つかるともいわれるが、発見例は少ない。国立科学博物館が公開する標本リストの中にはAmanita phalloidesの名前のものが幾つかある。山渓フィールドブックス（2017）には日本産の本種子実体のカラー写真が掲載されている。撮影場所は記載されていないが、撮影者の袰屋朝雄は北海道で活動した菌類学者であり、同地で撮影されたものと見られる。原色日本菌類図鑑（1954）には1909年（明治42年）に長野県木曽地方において、本種を採取した旨が記載されている。また、千葉県産とされるスケッチが掲載されている。このスケッチは傘の色合いなどは似ているが、縁には明瞭に条線が描かれておりやや怪しい。
後述のように本種によく似たタマゴタケモドキ（Amanita subjunquiella）という種が日本に存在し、この種は1933年に新種として発表されている。古い記録にはこの種との混同もあると見られるが、よくわかっていない。

## 人間との関係

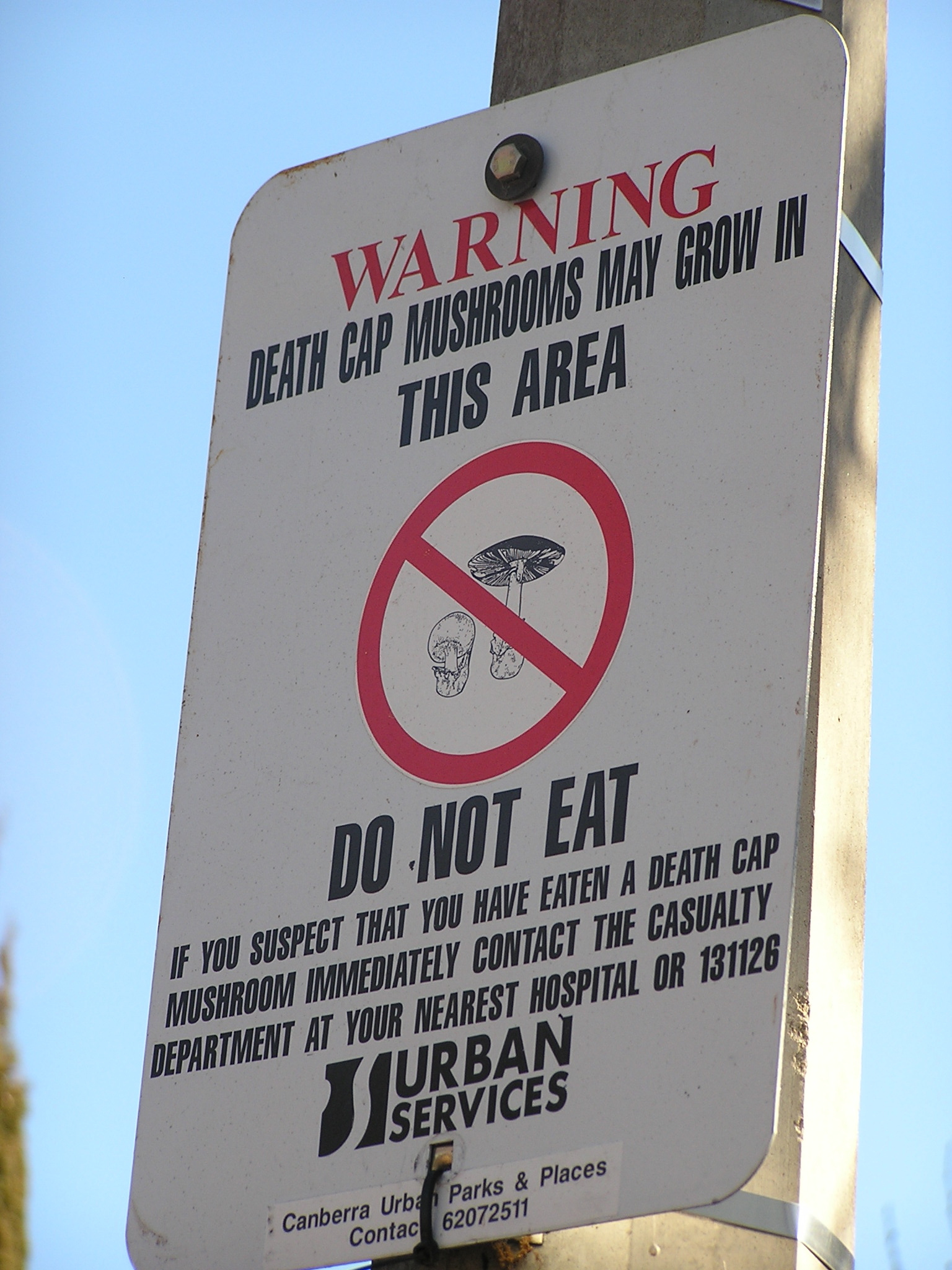
タマゴテングタケへの注意を呼び掛ける看板（オーストラリア）

ドクツルタケと並び世界的に有名な猛毒キノコで、肝臓・腎臓を破壊する致命的な猛毒種として知られる。全世界のキノコ中毒による死者の9割が本種によるものといわれるほど、各地の分布域では恐れられている種である。日本においては、ドクツルタケほどは見つけられていない。
主要毒成分はアマトキシン類（学名Amanitaからアマニタトキシンと呼ばれる場合もある）で毒性が強く、他に本種 （phalloides） から見つかったことから名づけられたファロトキシン類（phallotoxin）、ムスカリン類、ファロリシン（溶血性タンパク質）、ビロトキシン類などがその毒素であることが明らかにされている。これらは8つのアミノ酸が環状になった環状ペプチドであり、加熱しても破壊されない。
タマゴテングタケにはこれら毒成分に対する抗毒活性をもつアンタマニドという成分も同時に含まれており、食中毒を抑えることこそはできないが、これを動物に投与してから毒を与えても中毒しない。

### 症状
中毒症状は2段階に分かれて起こり、潜伏期間が比較的長いのが特徴である。摂食後6 - 24時間で嘔吐や下痢、腹痛（コレラ的ともいわれる水のような下痢）、筋力低下があリ、1日ほどでいったん症状が治まる偽回復期を挟み、その後4 - 7日ほどで肝臓や腎臓を破壊されて
、多臓器不全で死亡する症例が多いという。
喫食後に下痢が起こるまでの時間が8時間以内の患者は予後不良となる確率が高く、肝移植を検討するべきということが指摘されている。
明治42年の日本における本種と思われるキノコによる中毒事例では、食後6時間程度での激しい下痢と嘔吐から始まり、食後30時間で死亡したという。

### 診断と治療
問診および食べ残しや採取場所での類似種を採取しての分析による食べたキノコの推定、血液分析によるアマトキシン類の検出など。また、解剖の結果イヌでは回腸（小腸の後半）に出血、人では結腸（大腸の一部）に粘液便があることなども中毒の特徴だという。
アマトキシン中毒に対しての解毒剤は知られていないものの
、中毒者が多い欧米や中国を中心に研究が進められている。抗生物質であるペニシリンやセファロスポリンのほか、アセチルシステイン、アウクビン（aucubin, アオキなどに含まれる配糖体）、シリビニン（silibinin、マリアアザミの抽出物）などが候補として挙げられ、一部は医療現場でも用いられている。2023年には新たな候補としてインドシアニングリーン（Indocyanine green）が発表された。一般には肝機能の検査薬として使われている薬であるが、アマトキシン毒素の分子構造に働きかけて毒性を弱めるという。
バスチアン法（フランス語名 protocole Bastien ）はフランスの医師ピエール・バスチアン（Pierre Bastien, 1924-2006）がアマトキシン含有量が多いタマゴテングタケを自身で食べて人体実験したもので、致死量以上食べたとしても喫食後に定期的にビタミンCの注射、ニトロフラン系抗菌薬とストレプトマイシン系の抗生物質を服用などを行うことで、致命的な肝臓の炎症を起こさなかったという体験から治療法として提案したものである。バスチアンの実験方法や論理性などについては大学等の研究者から批判もあったといわれているが、欧米を中心に追試や臨床実験が行われており、喫食後48時間以内に治療を開始すれば予後も良好だという。なお、この治療法は日本ではほとんど普及していないという。
日本でのアマトキシン中毒の治療としては血液透析、頻回の活性炭の投与による毒素の腸肝循環の遮断、下剤や利尿剤の投与による毒素の排出促進。ペニシリンの大量投与などが行われる。

### 中毒事例
各地で誤食による事故が数多く発生しており、死亡例も多い。
毒殺にも使われたと見られる事例があり、ローマ教皇のクレメンス7世（1478年-1534年）の死因は本種による毒殺だったとの説がある。2023年7月にはオーストラリアでパイ料理に本種を混ぜ込み、義母など3人を毒殺した疑いで女が警察の捜査を受けているという。

### その他
ファロトキシン類の中の一つ、ファロイジン（phalloidin）は細胞骨格に多いアクチンタンパク質(actin)に強力に結合するという性質が発見されており、蛍光色素で標識したファロイジンを使うことで間接的にアクチンを染色することができる。これにより微細な細胞骨格の構造などを知ることが可能になった。ただし、細胞核内のアクチンには2020年代現在でも染色できないものもあるという。

## 類似種
コタマゴテングタケ（Amanita citrina）は英名をfalse death cap（偽のタマゴテングタケ）と呼ぶ。英名和名ともに本種と似ているが、全体的に本種より小さい。また、外皮膜がもろく典型的な個体では傘には破片を載せている。ツボの形状も特徴的で「浅いツボ（marginate volva）」と呼ばれるものである。タマゴテングタケモドキ（Amanita longistriata）も和名が本種と似ているものの、傘は灰色で縁には明瞭な条線が現れるなど形態的にはあまり似ていない。どちらかというとタマゴタケに近い種類であると見られている。
タマゴタケモドキ（Amanita subjunquillea）は傘の色が黄色で縁に条線は持たない。傘の黄色は緑色が混じらないもので、裏ひだは白色。柄の基部には白色のしっかりとしたツボ、柄には膜質のつばを持つ。本種同様に猛毒で、日本や中国などのアジア地域ではタマゴテングタケよりも普通に見られ注意しなければならない種である。模式標本は北海道のもので、原記載論文は1933年に発表されている。タマゴタケモドキよりもタマゴテングタケのほうが大きい場合が多い。
ウスキテングタケ類（アジア型Amanita orientogemmata、ヨーロッパ型Amanita gemmata）は傘の色が黄色で縁には短い条線が出る。傘の黄色は緑色が混じらないものである。裏ひだは白色。胞子はヨウ素水溶液で呈色しない。テングタケ亜属テングタケ節（Section Amanita）に共通の外皮膜のもろさが傘のいぼ（落失の可能性にも留意）や不完全なツボとして現れるのも特徴。
キタマゴタケ（Amanita javanica）は傘の色が黄色で、。傘の黄色は緑色が混じらないものである。傘の縁には条線が出て、ひだは黄色。テングタケ亜属タマゴタケ節に属し、柄の基部には膜質のしっかりとした白色のツボを持つ。やや南方系の種で常緑ブナ科林（シイ、カシ類）に発生する。食用とされるが、本種やタマゴタケモドキとの誤食リスクを考えると、推奨される種ではない。キタマゴタケに比べて傘の色が赤いタマゴタケ類は誤食のリスクは比較的低い。日本でよく見られるタマゴタケ（ Amanita caesareoides）およびセイヨウタマゴタケ（Amanita caesaria）など幾つかのタマゴタケ類は傘の色が赤い。これらのひだの色はテングタケ属菌ではめずらしく黄色なので同定の際は必ずひだの色も見ること。
なお、食用になるタマゴタケ類にはひだが白色のものも多数知られている。アメリカで本種の誤食事故を起こすのは東南アジアからの移民に多いといわれているが、これは東南アジアで食用としているタマゴタケの一種 Amanita princeps（和名未定）がひだが白いこと、および本種を見慣れていないことが原因の一つと言われている。現地の有毒種の知識を正しく持ったうえで、本種は個体差や成長段階で色の変異が大きいので傘の色が白色や黄褐色のテングタケ属菌を採取した場合は本種も含めて疑う方がよい。
ドクツルタケ（Amanita virosa）は成長しても子実体全体が白い。本種も幼菌の時にはかなり白いものがあるが、成長すると傘には色が付く。また、狭義のドクツルタケはマツ科針葉樹林に発生するといわれる。シロタマゴテングタケ（Amanita verna）は成長しても子実体全体が白く、大きさも本種よりもだいぶ小さい。
キシメジ（Tricholoma equestre、キシメジ科）、シモコシ（Tricholoma auratum、キシメジ科）は傘の色が緑色の混じる黄色で本種に似るが、ツバやツボは持たない。また、成長しても柄があまり伸びない。
ベニタケ科にも色合いが似る種類がいくつかあるが、このグループもツバとツボを持たず、成長しても柄もあまり伸びないものが多い。また、子実体の形が傘の中央部が凹んだ漏斗型になりひだが柄に対して垂生するものが多い。
ハラタケ類（Agaricus spp.）は柄の基部にはツボは持たない。幼菌の時からひだが色づき、成長と共に色が変化する種が多い。生態面で腐生性であり必ずしも樹木を必要としないのも特徴だが、森林性の種もある。テングタケ属菌との誤食が多いグループであり、特に樹木の近くに生えた個体は同定に自信のない限り食用目的の採取は推奨されない。採取時に柄の基部を掘り取らないで折って採取すると同定がしばしば困難になる。

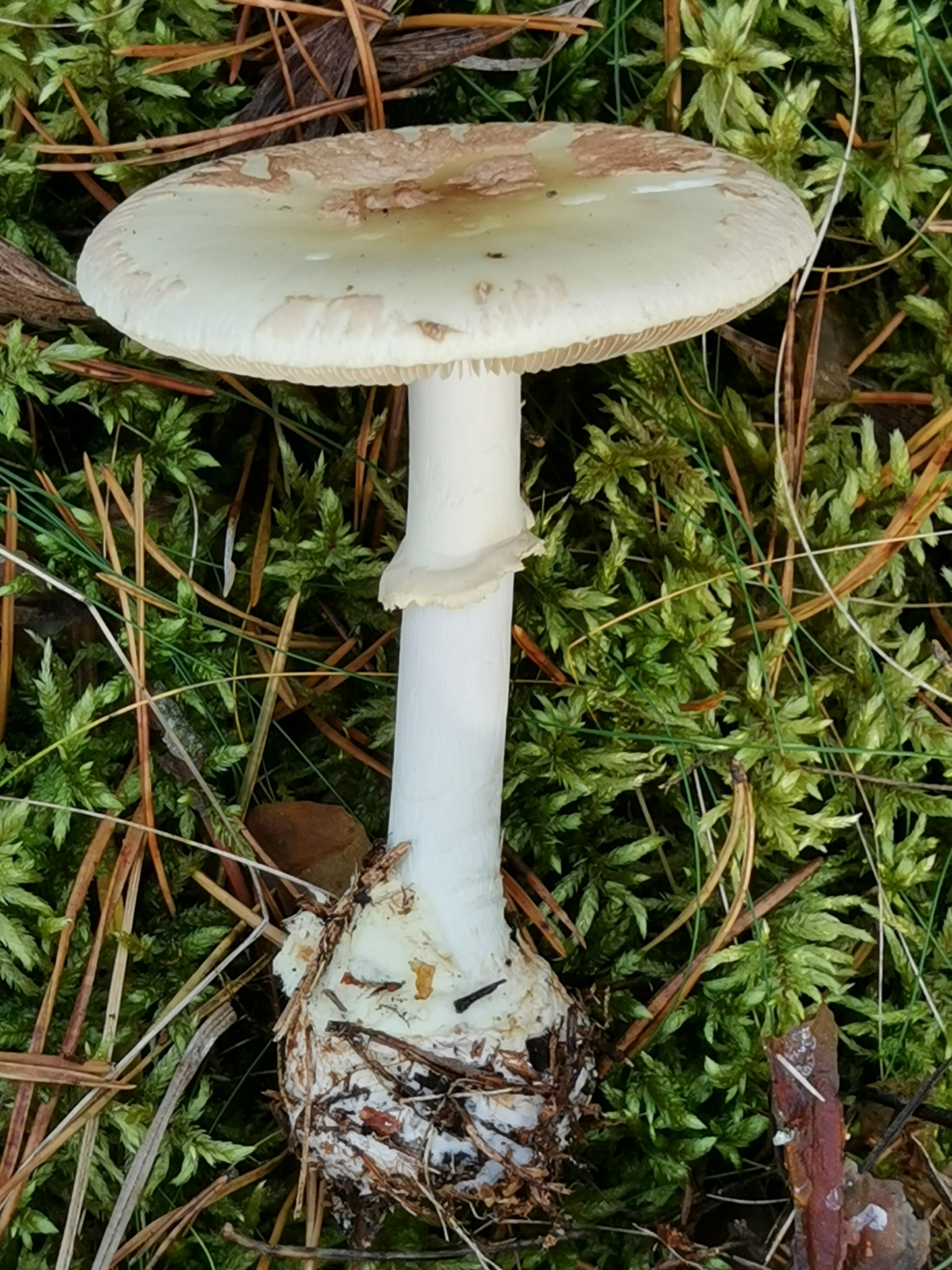
参考コタマゴテングタケ
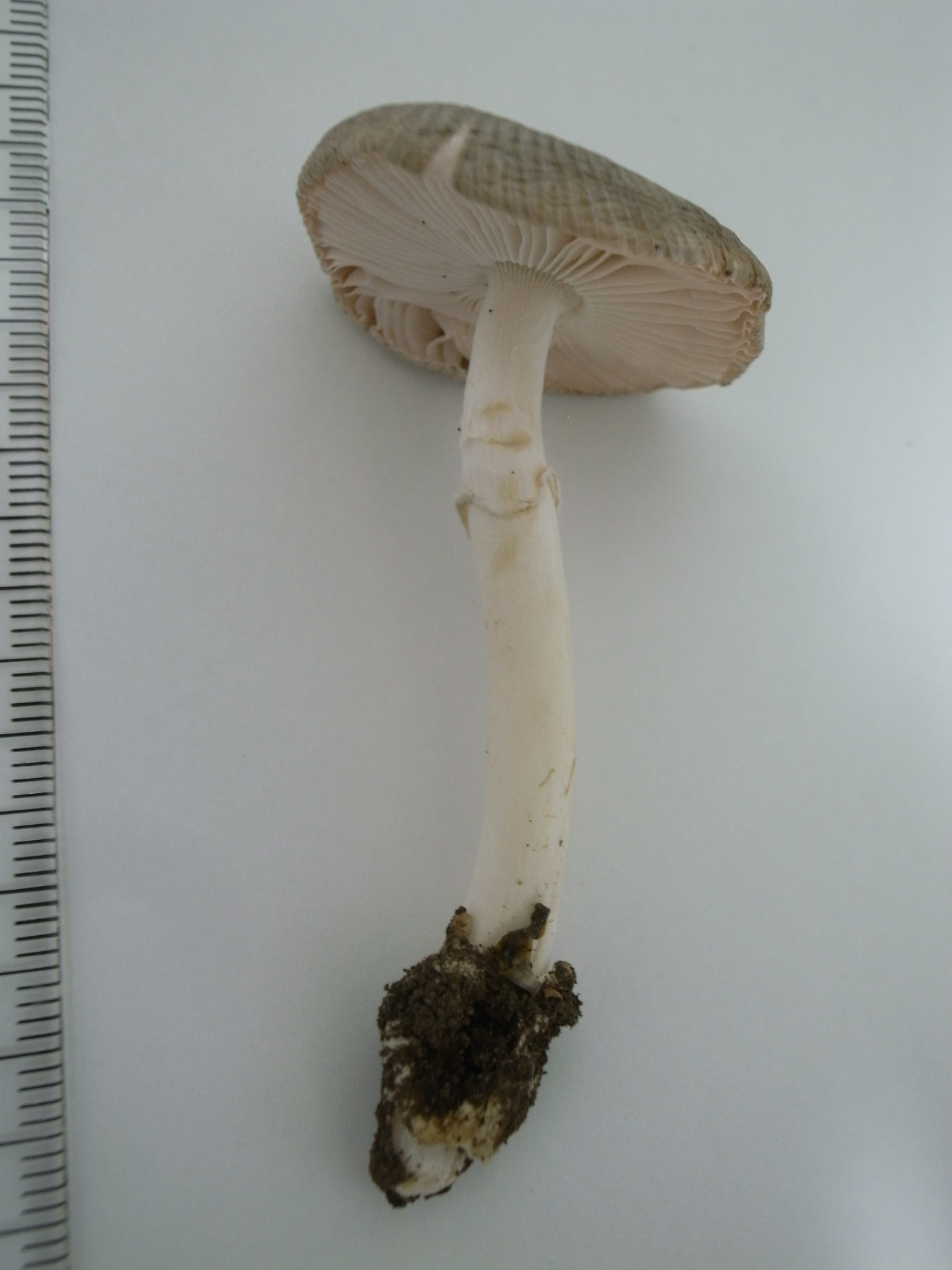
参考タマゴテングタケモドキ
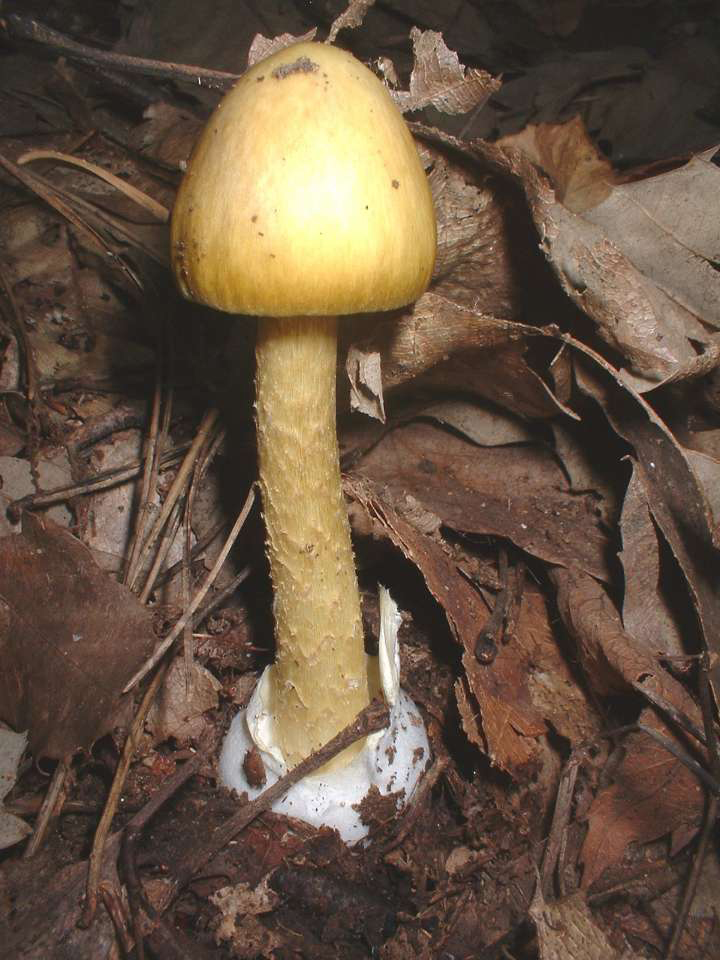
参考 タマゴタケモドキ
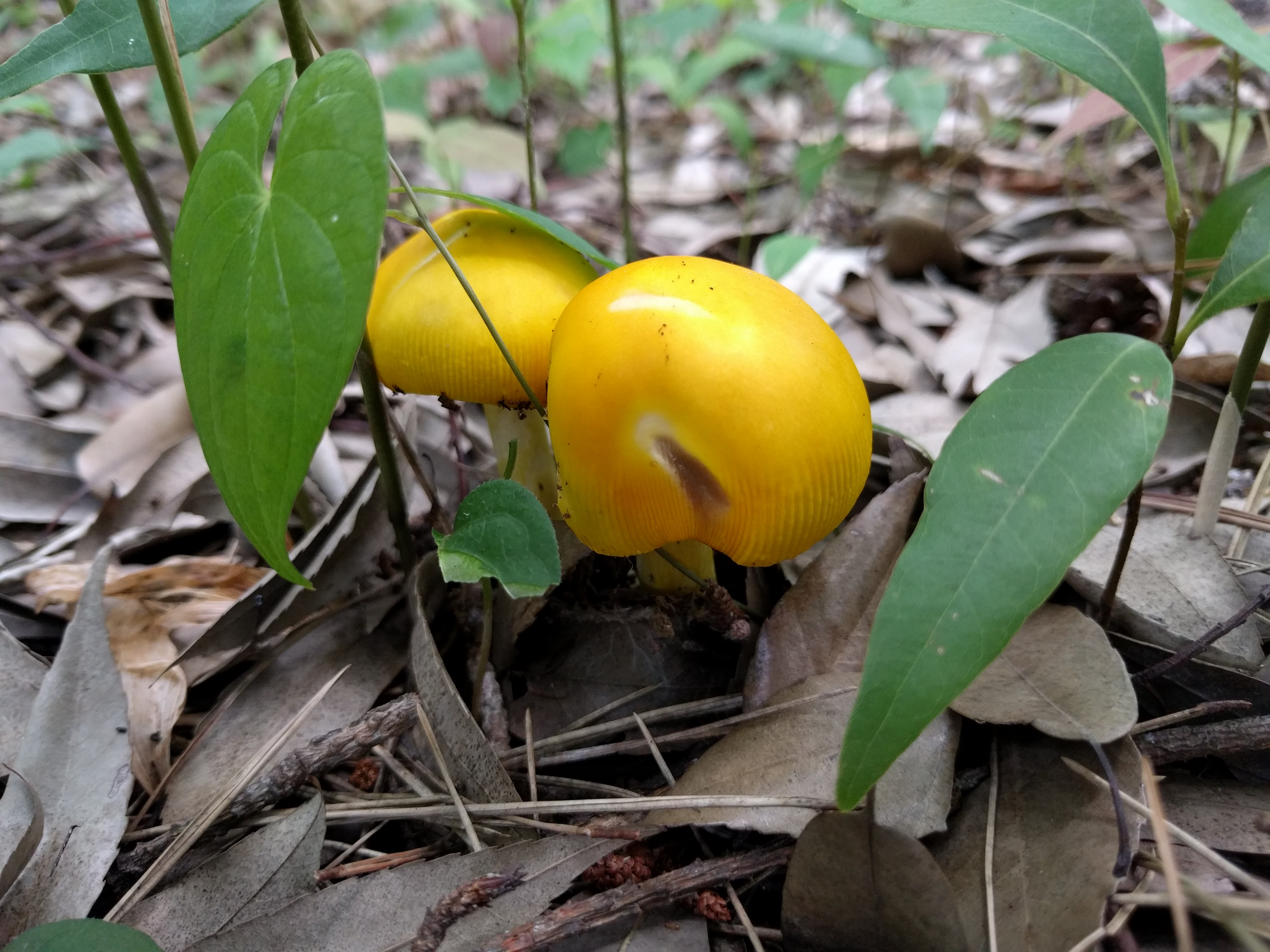
参考 キタマゴタケ
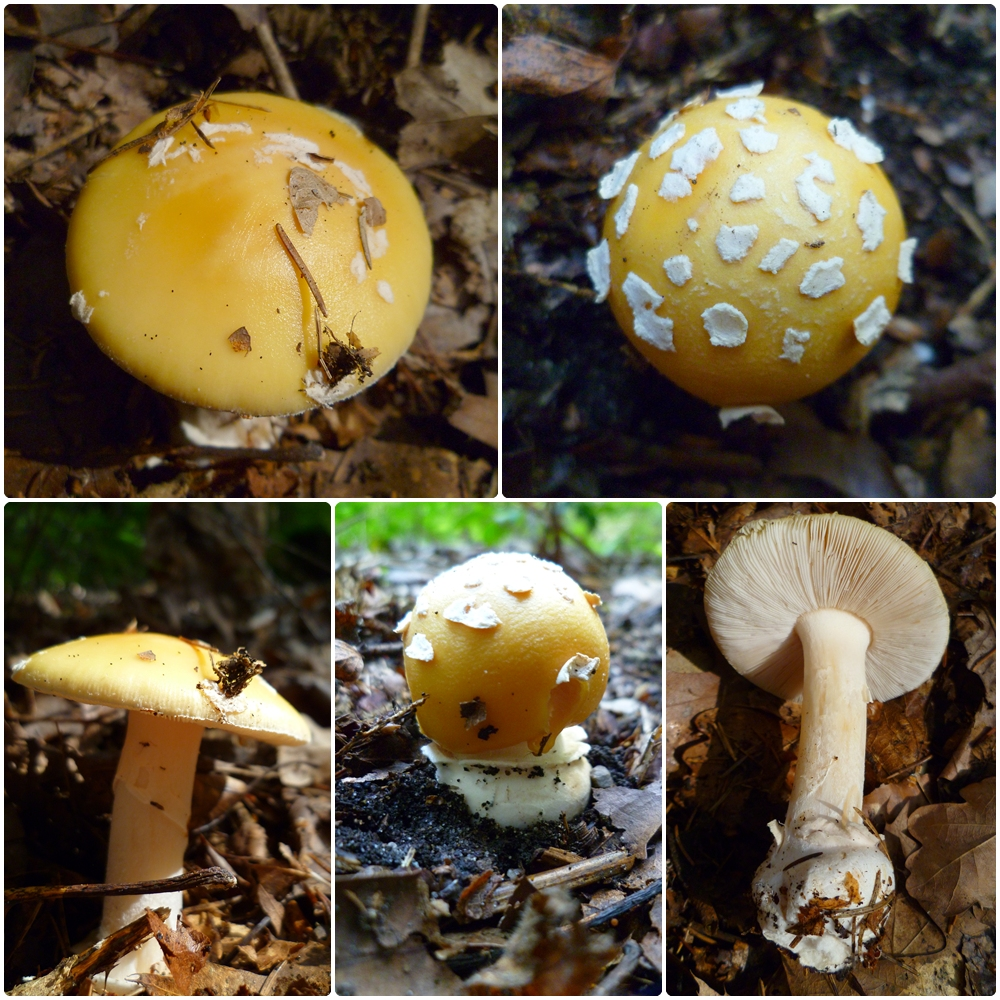
参考 ウスキテングタケ欧米種
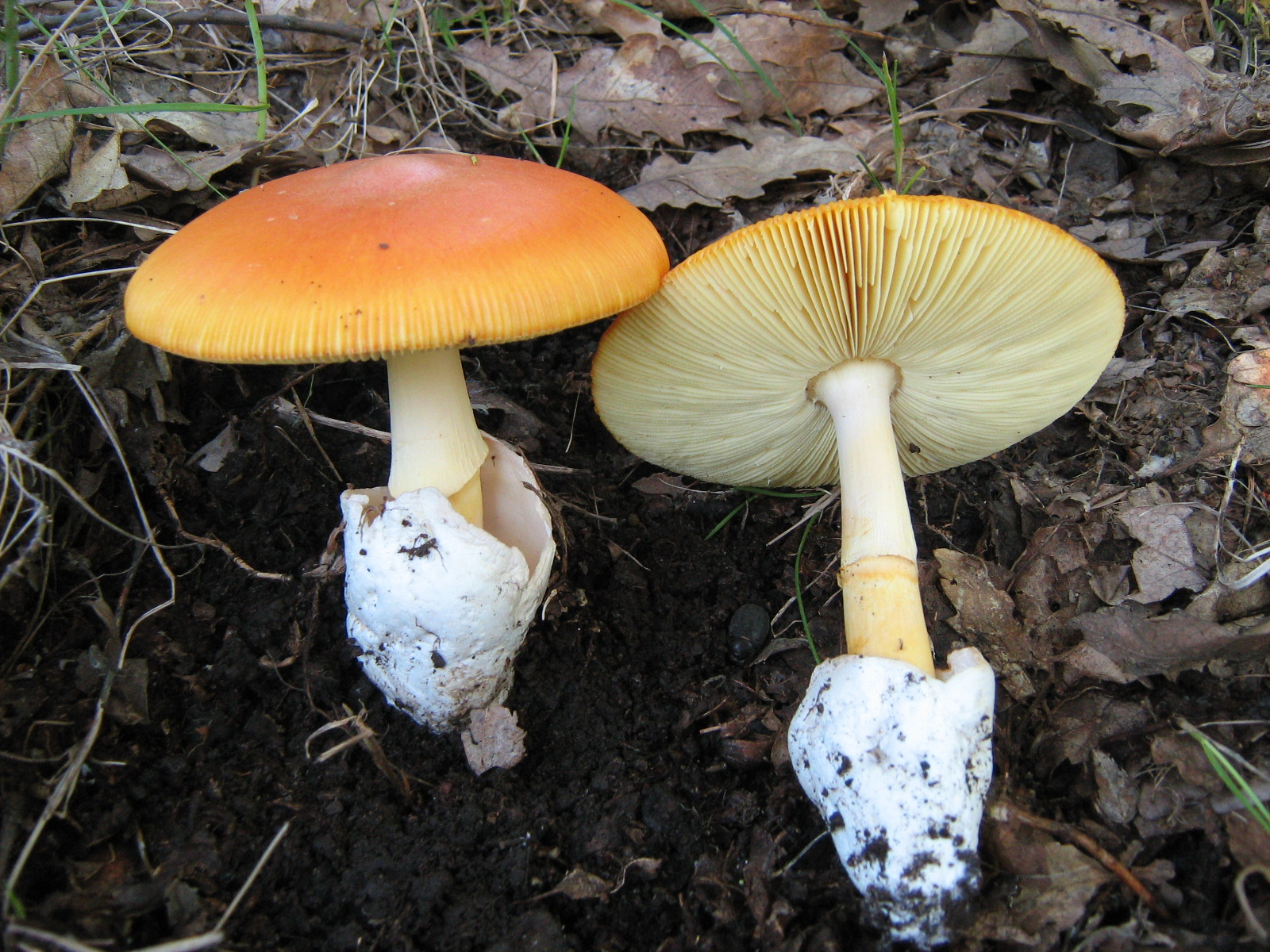
参考：セイヨウタマゴタケ。条線が現れひだは黄色。
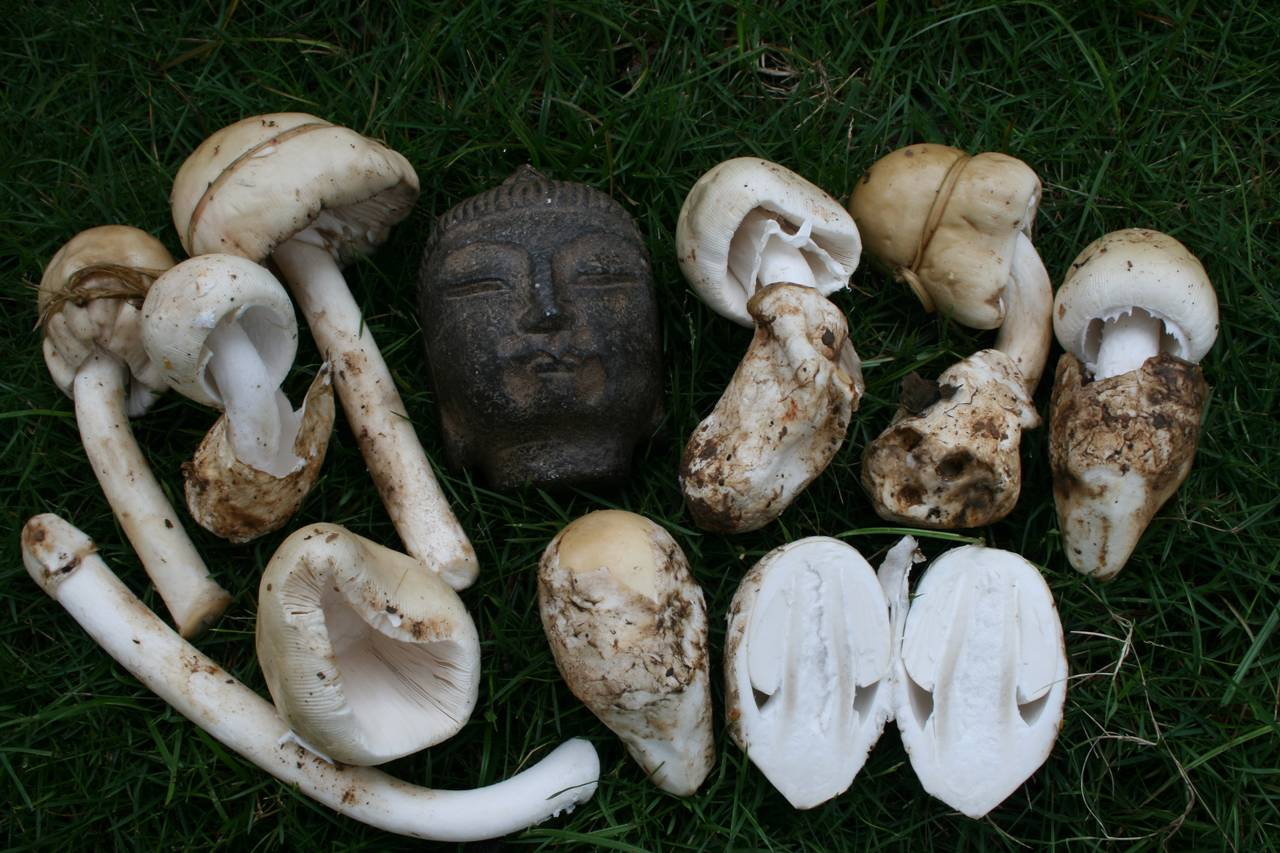
参考：東南アジア産食用タマゴタケ類の一種Amanita princeps。条線が現れる
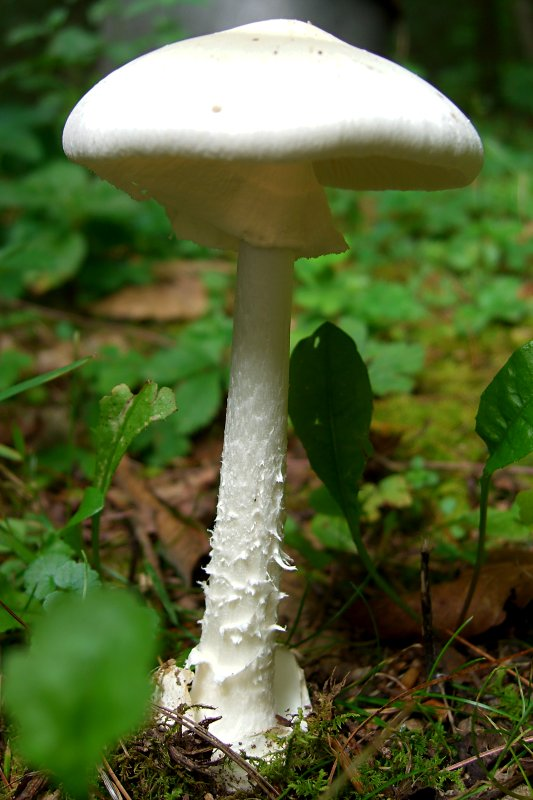
参考：ドクツルタケ
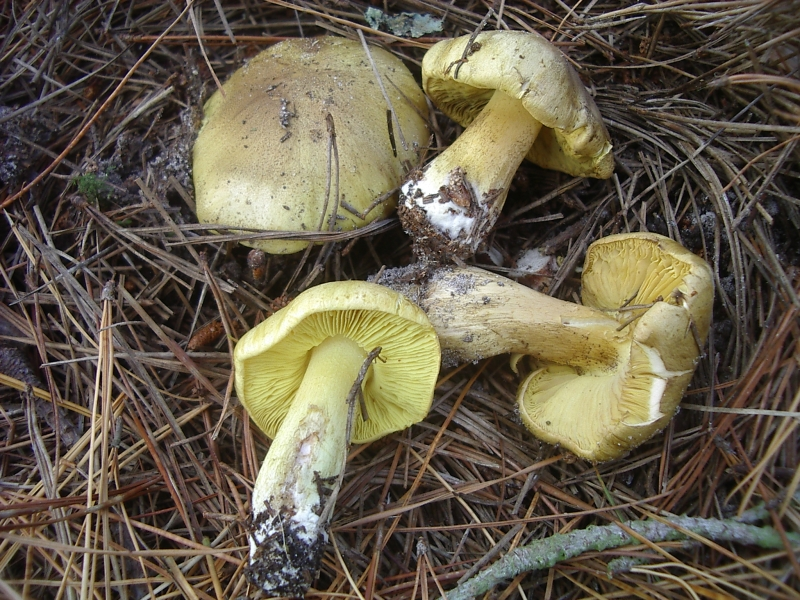
参考：シモコシ。傘の色は似ているがツバとツボは無い。
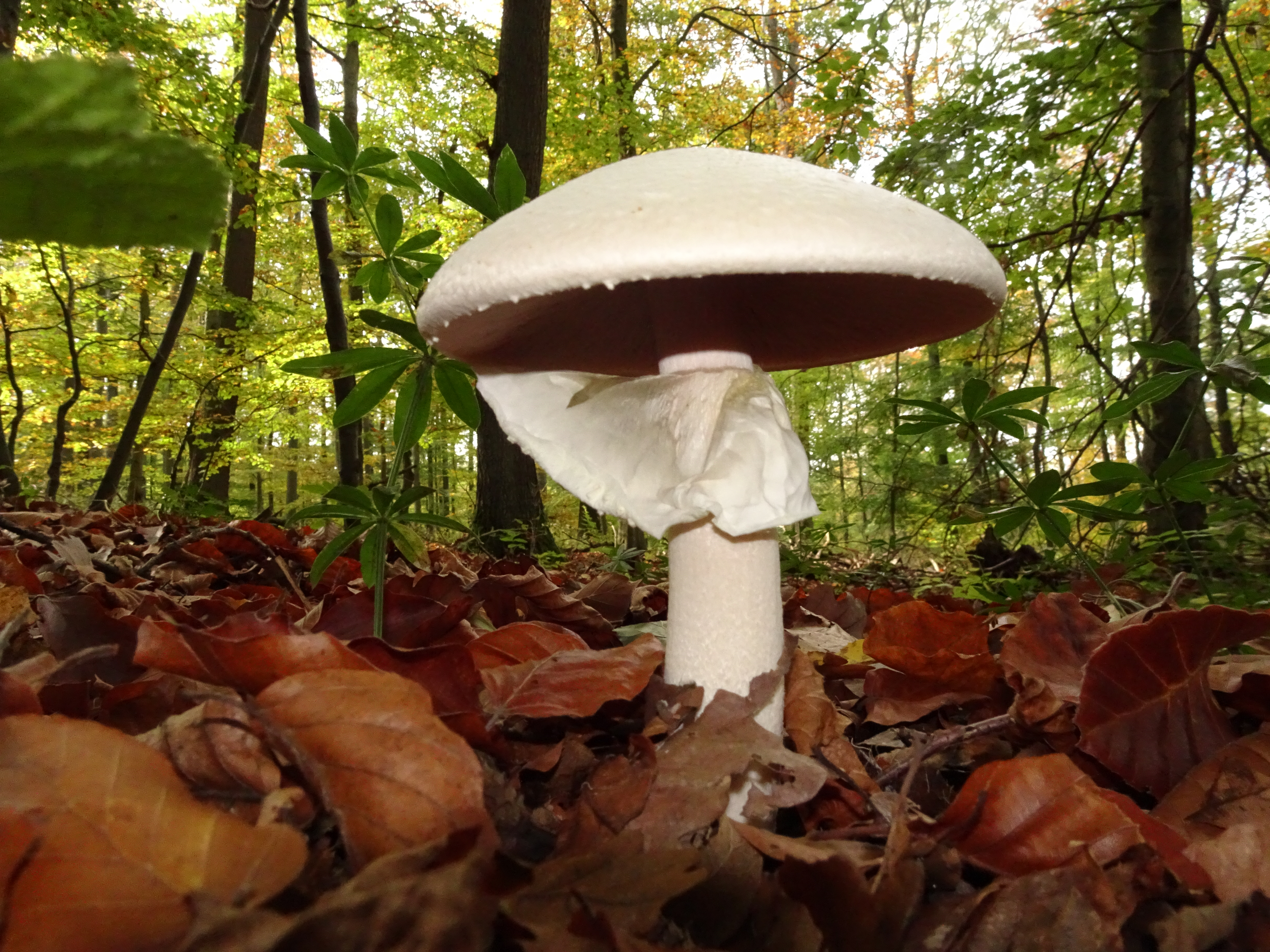
参考ハラタケ属の一種

## 名前
種小名phalloidesの意味は「陰茎 (phallus) に似た (-oides) 」であるが、文字通りの意味なのか、Phallus（スッポンタケ属）に似ているという意味なのかははっきりしない。いずれにしても、幼菌が傘をあまり開かずに柄を伸ばすという特徴が、これらに似ていることに由来するものとみられる。
和名タマゴテングタケは成長後にもはっきりと柄の根元に残る卵状のツボ、およびテングタケの仲間であることを示す分類学的特徴を踏まえた命名とみられる。本種の属するマツカサモドキ亜属のタマゴテングタケ節（Sect. Phalloideae）、およびタマゴタケなどが属するテングタケ亜属タマゴタケ節（Sect. Caesareae）はいずれも卵状のツボがはっきり残ることがグループの特徴の一つとなっている。
分布の中心となるヨーロッパでは英語名 death cap（死の帽子）、フランス語名 Calice de la mort（死の盃）、同Oronge ciguë（ドクゼリみたいなタマゴタケ）など毒性の強さに由来するものが多い。このほかヨーロッパで多いのがロシア語名のмухомо́р зелёный[（緑色のテングタケ）、ポーランド語名 Muchomor zielonawy（緑色の毒キノコ）、フランス語名Oronge verte（緑色タマゴタケ）、イタリア語名Tignosa verdognola（緑色のテングタケ）を始めとして「緑色のキノコ」という名前が各地でみられる。これは傘が緑色を帯びることのほかに、欧米で毒のイメージが緑色であることにも関係すると見られる。イタリア語名のOvolo bastardo（ろくでなしタマゴタケ）、スウェーデン語名Lömsk flugsvamp（ずる賢いハエ取りキノコ）など食用種などとの紛らわしさを示すものもみられる。